# Inter Scaldes
Restaurant Inter Scaldes (Latijn voor tussen de Scheldes) is een restaurant in Kruiningen dat onder leiding van Jannis Brevet enkele jaren drie Michelinsterren had. Onder de huidige chef-kok Jeroen Achtien heeft het sinds 2024 twee sterren. De zaak opende in 1968 en heeft onder chefs Maartje Boudeling en later Jannis Brevet en daarna Jeroen Achtien in totaal al bijna een halve eeuw onafgebroken een of meer Michelinsterren. 

## Locatie
Het restaurant is gevestigd in een villa, gebouwd in de jaren 30, in de polder even ten westen van Kruiningen. Een bijgebouw is in gebruik als hotel met kamers voor restaurantgasten. Sinds januari 2023 behoort het hotel tot de keten Pillows Hotels. Rond het restaurant is een klassieke Engelse tuin aangelegd. 

### Marechaussee
De villa werd tot eind jaren 60 gebruikt als residentie van de Koninklijke Marechaussee. In 1968 verliet de Marechaussee de Zeeuwse plaats en hebben Maartje en Kees Boudeling het pand overgenomen. 

### Brand
Op 10 september 2003 brak brand uit in het gebouw, en moest het restaurant ruim een half jaar lang de deuren sluiten. Op 27 mei 2004 kon het restaurant weer heropend worden. Ondanks de brand behield Inter Scaldes de twee Michelinsterren.

## Geschiedenis

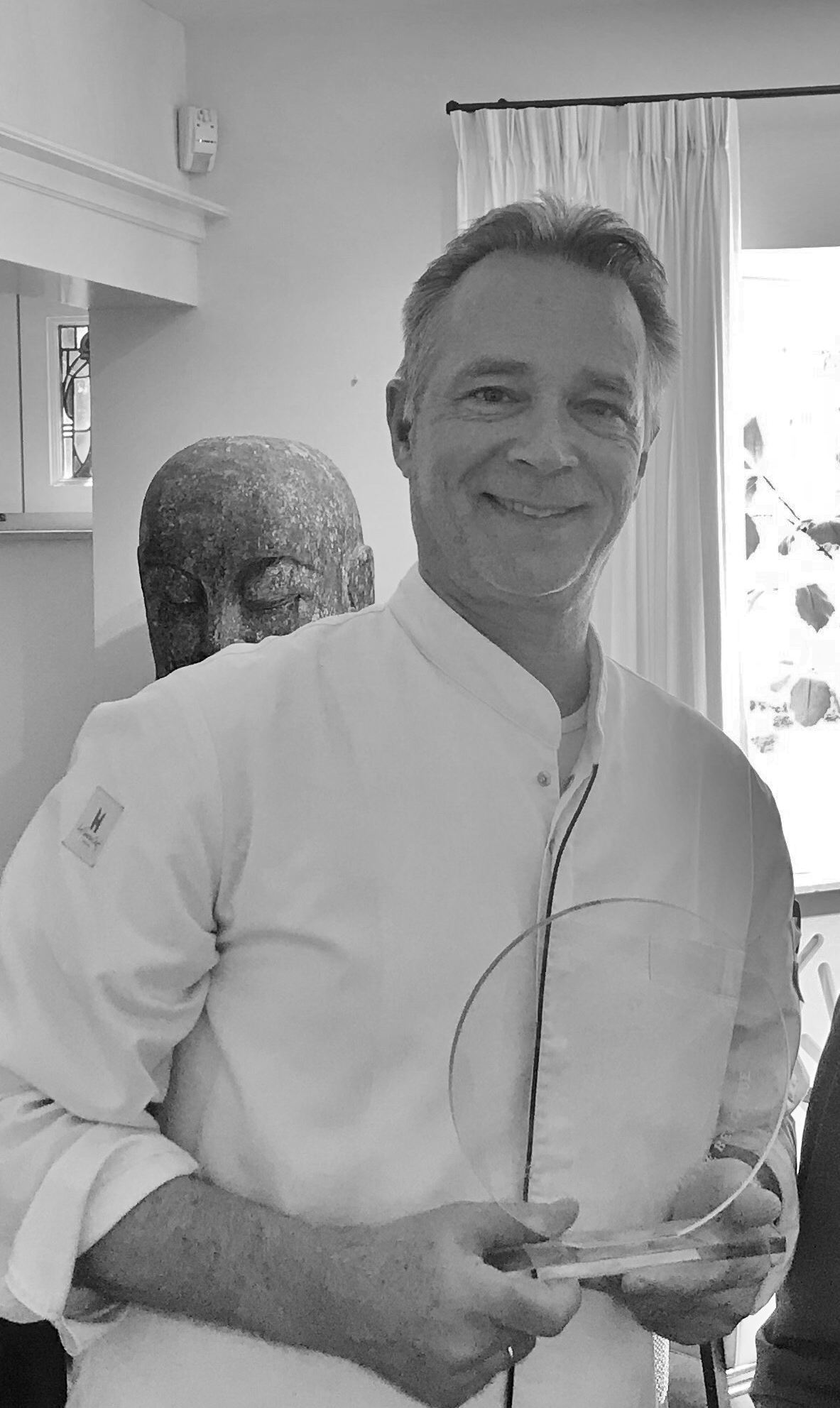
Chef-kok Jannis Brevet in 2020

### Tijdperk Boudeling
Het restaurant opende in 1968 met chef-kok Maartje Boudeling aan het hoofd van de keuken. In 1978 ontving het een eerste Michelinster. Zes jaar later, in 1984, kreeg het restaurant een tweede ster.

### Tijdperk Brevet
In 2001 nam Jannis Brevet samen met zijn vrouw Claudia het restaurant over. Brevet deed in de periode daarvoor ervaring op in veel sterrenrestaurants in Nederland en Duitsland. Inter Scaldes behield zijn twee Michelinsterren onder de nieuwe chef. Zijn vrouw Claudia werd eindverantwoordelijk voor de bediening.
Bij de verschijning van de Michelingids 2018, in december 2017, werd bekendgemaakt dat Inter Scaldes een derde ster kreeg. Het restaurant was op dat moment het vijfde restaurant in de Nederlandse geschiedenis met drie Michelinsterren. De volgende restaurants gingen Inter Scaldes, in chronologische volgorde, voor: Parkheuvel, De Librije, Oud Sluis en De Leest.
Het culinaire tijdschrift Lekker plaatste Inter Scaldes op nummer 1 in hun jaarlijkse top 100 in de edities van 2014, 2015, 2017 en 2019 tot en met 2021. Het restaurant werd door GaultMillau in 2023 onderscheiden met 19,5 van de maximaal te behalen 20 punten. Na het vertrek van Brevet vervielen enkele punten, in de gids van 2025 kreeg de zaak 17 punten.

### Tijdperk Achtien
In 2023 nam Jeroen Achtien de exploitatie van Inter Scaldes over. Achtien deed ervaring op in onder andere het met drie Michelinsterren onderscheiden restaurant De Librije in Zwolle. Voor de overname werkte hij bij restaurant Sens in Vitznau, onderscheiden met twee sterren. Het vastgoed van het restaurant is overgenomen door Alex Mulder.
Tijdens de uitreiking van de Michelinsterren op 7 oktober 2024 werd het restaurant onderscheiden met twee sterren, waarmee de derde ster dus kwam te vervallen. In de editie van 2025 van de Nederlandse culinaire gids Lekker stond het restaurant op de 16e plek.